# Hôtel de la Caisse d'épargne de Dijon
L’hôtel de la Caisse d’épargne est un bâtiment de la fin du XIXe siècle situé à Dijon, en France. Il a autrefois accueilli un établissement bancaire, pour lequel il a été construit.

## Situation et accès
L’édifice est situé au no 8 de la rue des Bons-Enfants, à l’angle de la rue Chabot-Charny, dans le centre-ville de Dijon, et plus largement vers l’est du département de la Côte-d'Or.

## Histoire
Précédemment, la Caisse d’épargne de Dijon est établie sur la place Saint-Pierre depuis une vingtaine d’années. Cet nouvel édifice est construit de 1889 à 1890 selon les plans de l’architecte Arthur Chaudouet. L’entrée principale se fait aux débuts par la porte de la rue des Bons-Enfants avant que la fenêtre dans le pan coupé en devienne la nouvelle.

## Structure

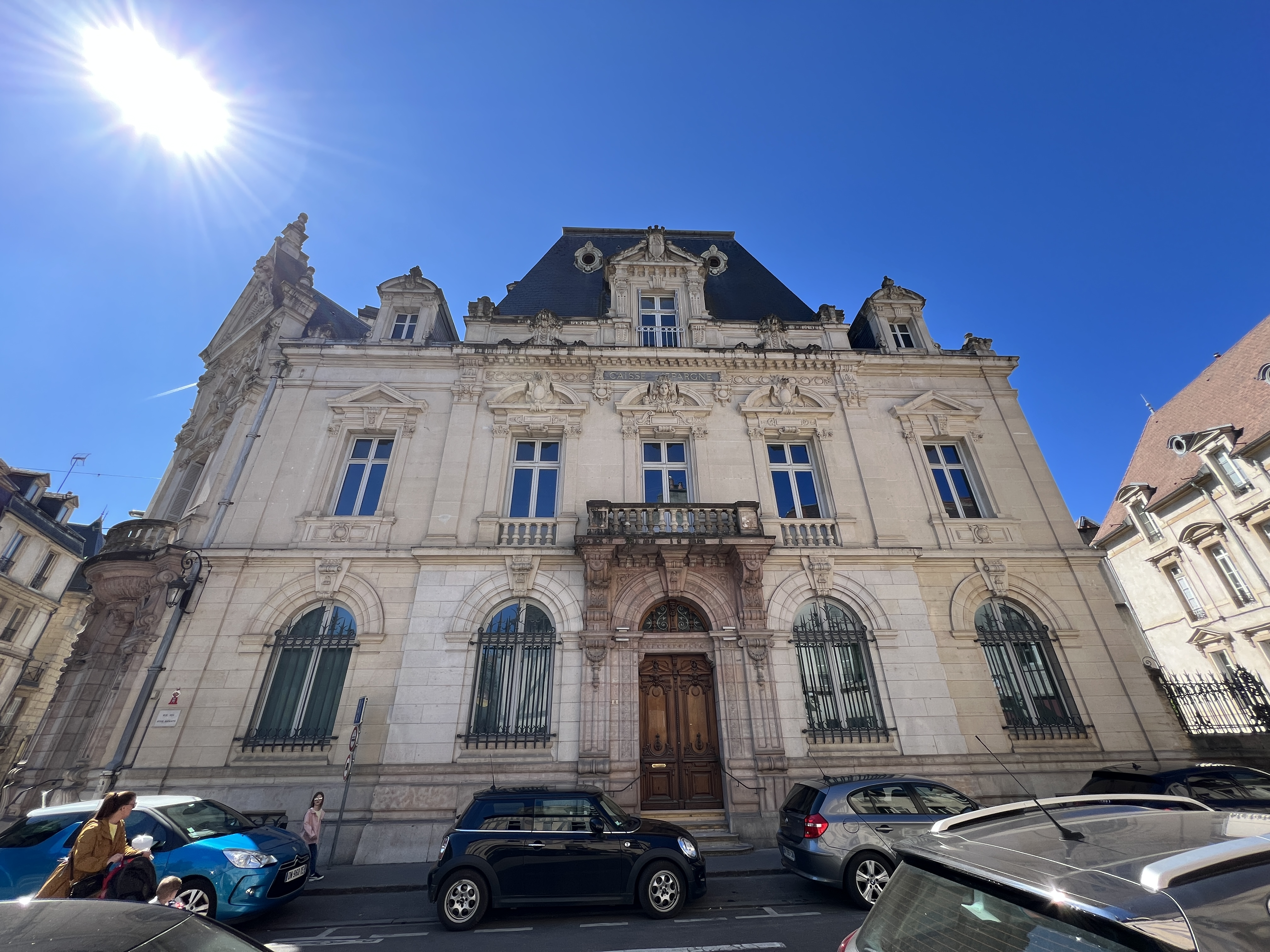
Façade de la rue des Bons-Enfants, en avril 2022.
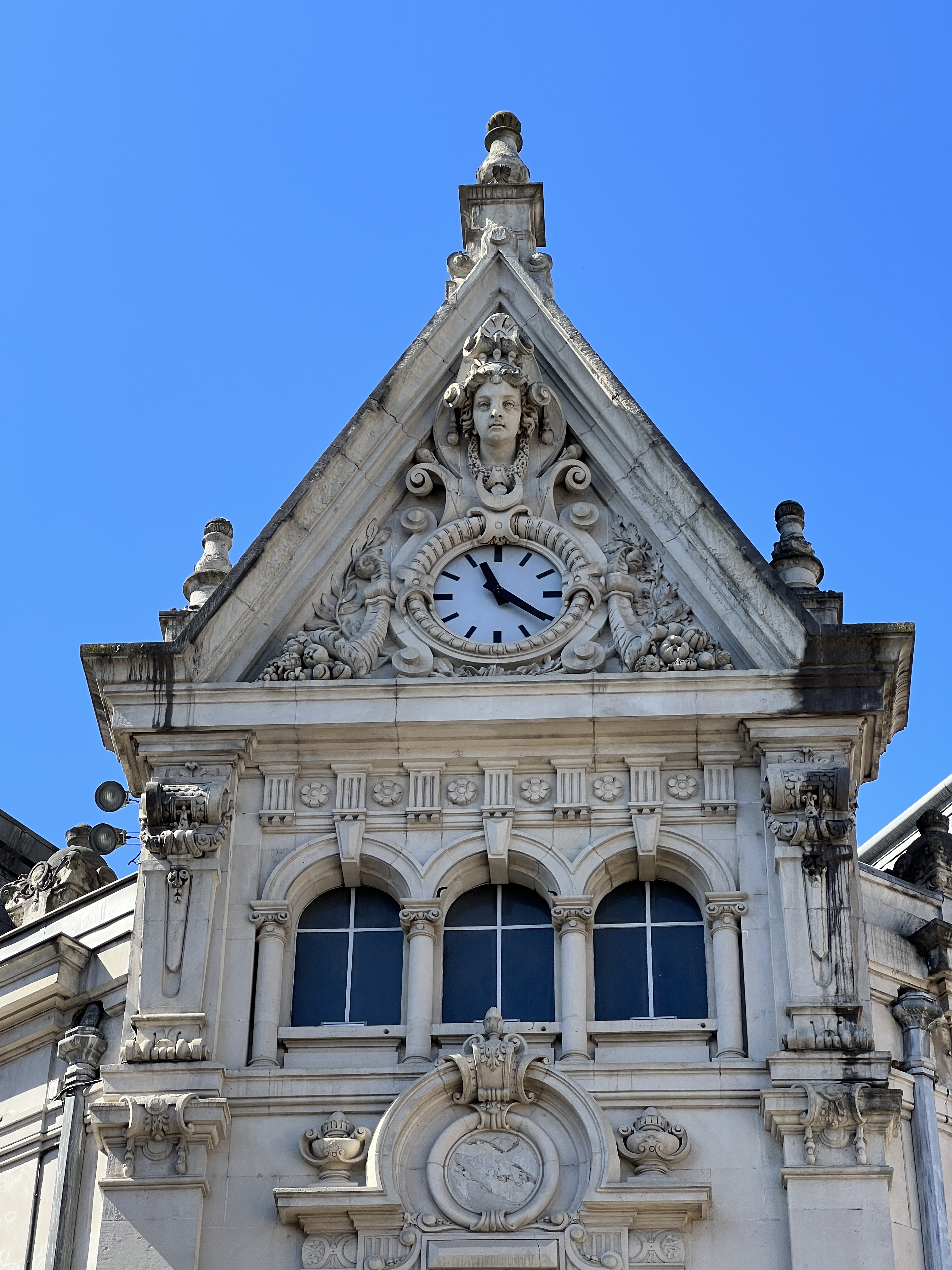
Fronton et horloge incrustée dedans, en avril 2022.
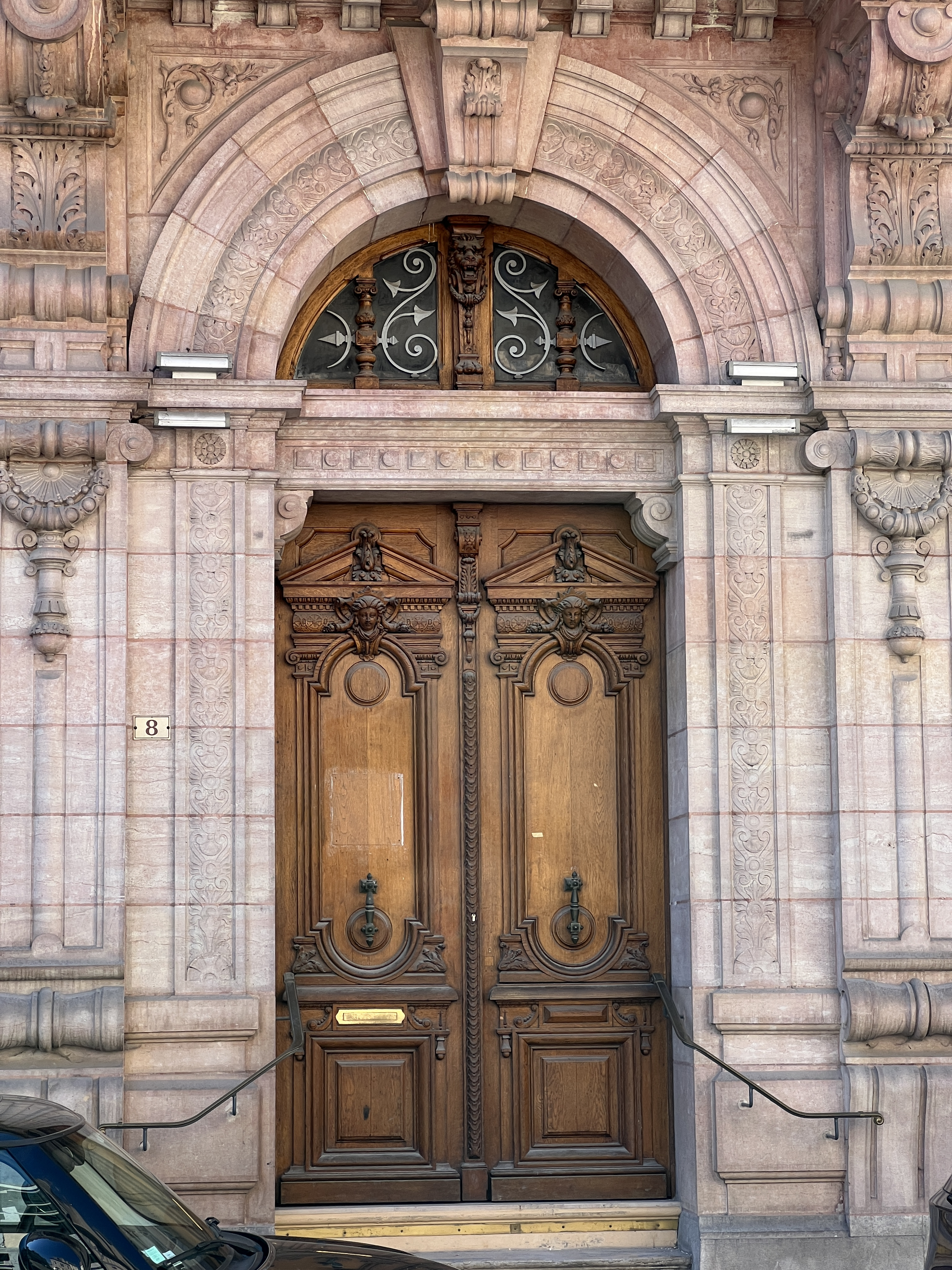
Ancienne entrée principale, en avril 2022.
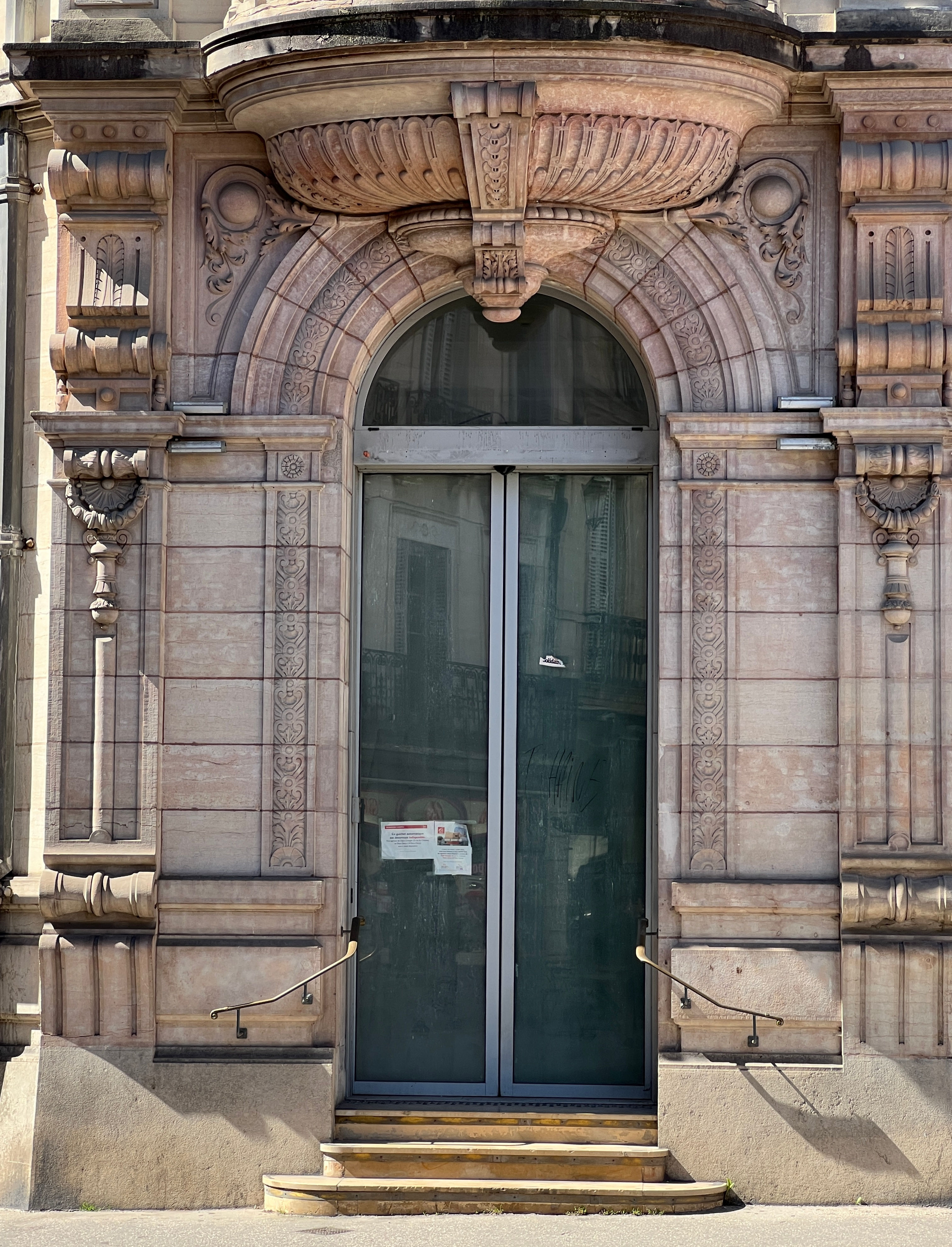
Nouvelle entrée principale, en avril 2022.